# Ленинский Путь (Краснодарский край)
Ле́нинский Путь — хутор в Натухаевском сельском округе муниципального образования город Новороссийск.

## География
Расположен в 19 км к северо-западу от центра Новороссийска, в 6 км к юго-востоку от станицы Натухаевской, в 2,5 км к северо-западу от посёлка Верхнебаканского, в 5 км к северо-востоку от станицы Раевской.

## Население
| 2002 | 2005 | 2010 |
| ---- | ---- | ---- |
| 397  | ↗400 | ↗431 |